# Алтай (научно-производственный центр)

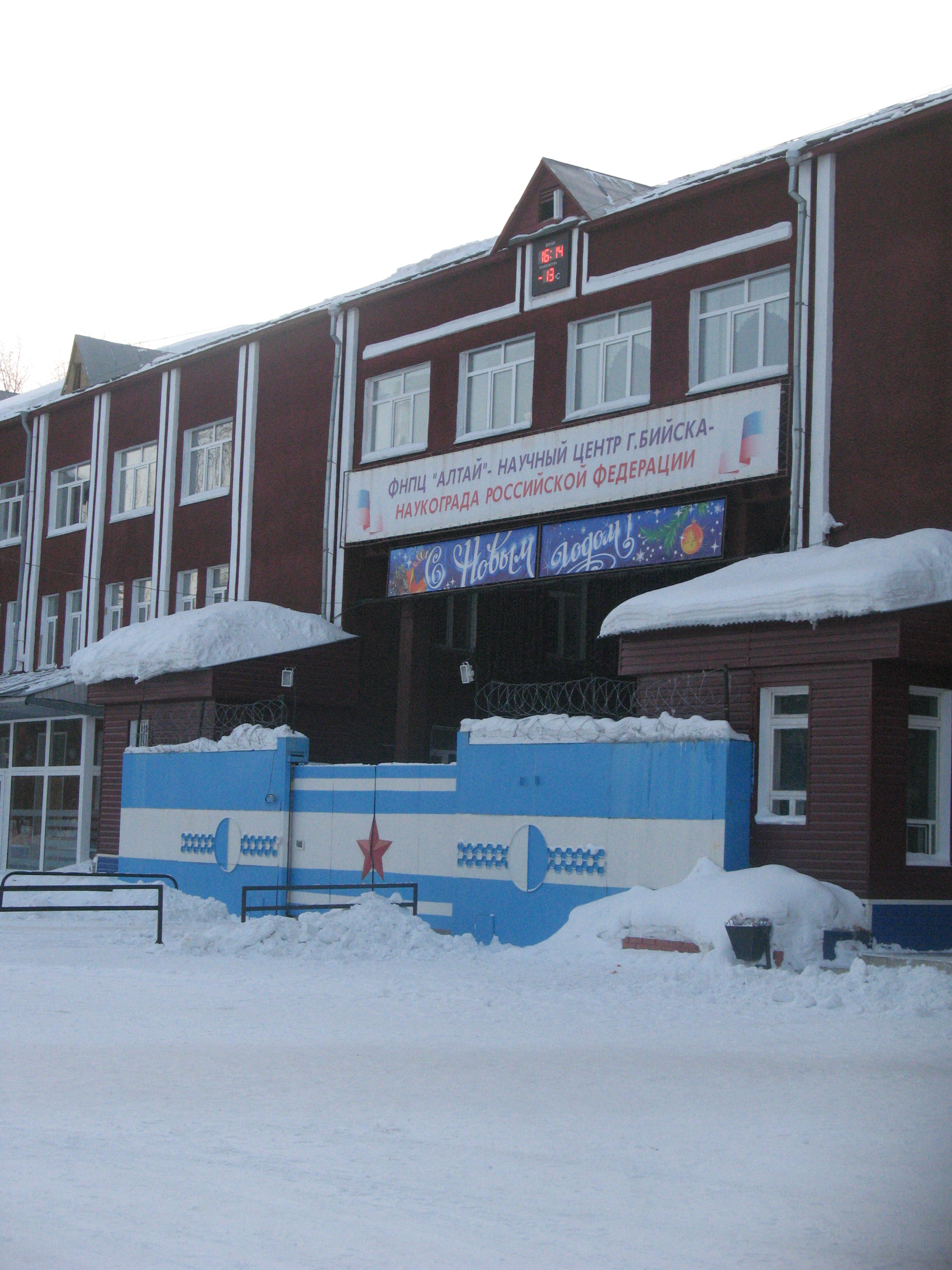
Проходная ФНПЦ «Алтай» (фотография января 2013 г.)

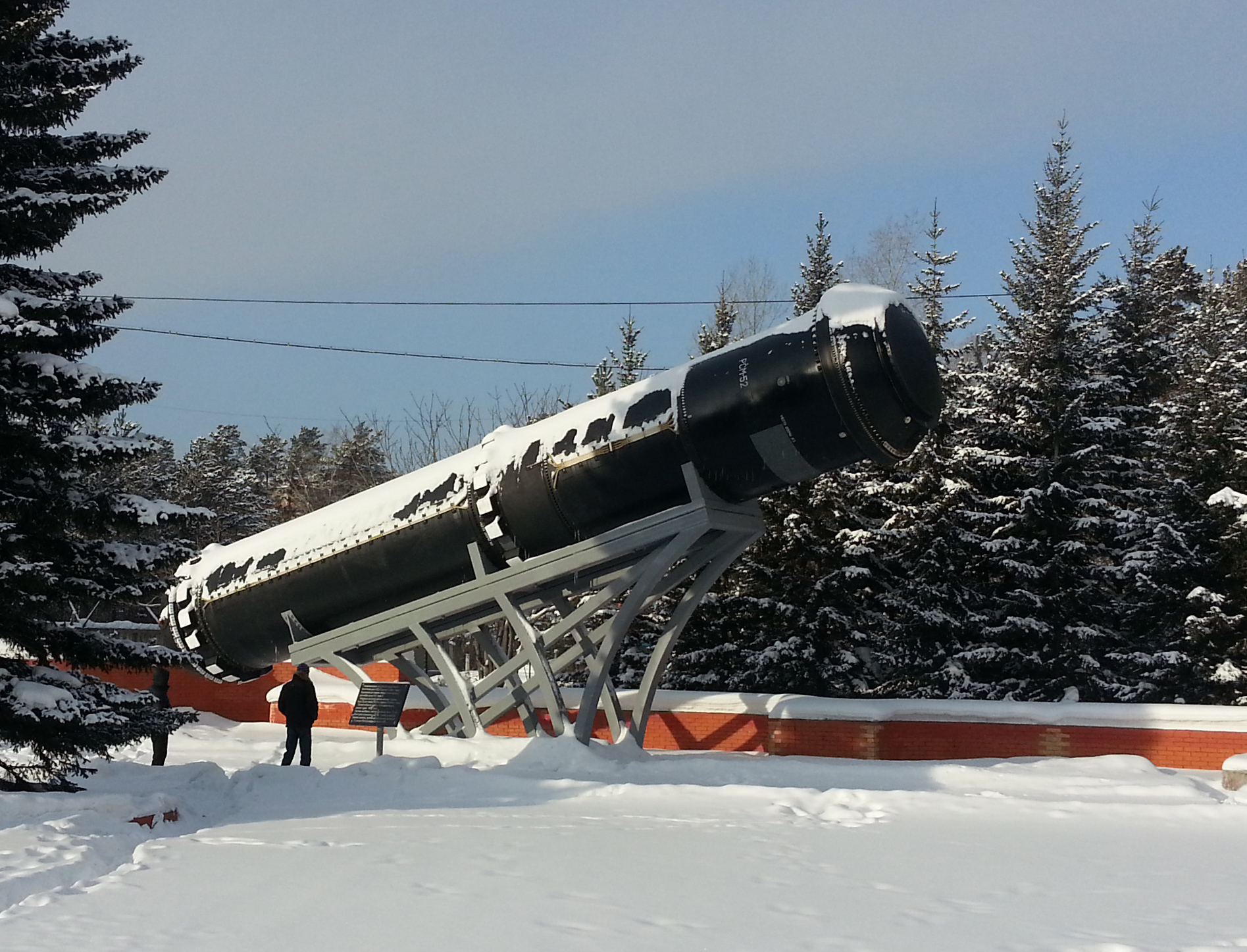
Макет ракеты РСМ-52 у проходной ФНПЦ «Алтай»

Акционерное общество Федера́льный нау́чно-произво́дственный це́нтр «Алта́й» (АО ФНПЦ «Алтай») — государственное предприятие оборонной промышленности, расположенное в городе Бийске. В 1960-е — 1980-е годы входило в число градообразующих. С 25 марта 2011 года входит в состав корпорации «МИТ» и, вместе с ней, — в госкорпорацию «Роскосмос». Одно из крупнейших промышленных предприятий Алтайского края. Из-за вторжения России на Украину предприятие находится под санкциями всех стран Евросоюза, США, Украины и Японии.

## История
- Июнь 1958 г. по решению Совета Министров создан НИИ-9 Государственного комитета по оборонной технике. Директором назначен Г. Г. Корняков (Июнь 1958 — октябрь 1959 г.).
- Октябрь 1959 г. — директором предприятия назначен Савченко Я. Ф.
- Июнь 1961 г. — выпущена первая продукция. К 1964 г. в основном завершено строительство зданий, укомплектованы штаты научных и производственных подразделений.
- Март 1966 г. — НИИ-9 преобразован в Алтайский научно-исследовательский институт химических технологий (АНИИХТ).
- 1976 г. — коллектив АНИИХТ за успешную сдачу на вооружение ряда образцов военной техники в период с 1968 по 1976 гг. награждён орденом Трудового Красного Знамени.
- Апрель 1977 г. — в результате дальнейшего развития производственной и испытательной базы АНИИХТ преобразован в научно-производственное объединение «Алтай» (НПО «Алтай»). В его составе многопрофильный институт и опытный завод химических продуктов.
- 1984 г. — предприятие возглавил Г. В. Сакович.
- Январь 1986 г. — на предприятии создан учёный совет по защите кандидатских и докторских диссертаций.
- Январь 1997 г. — предприятию присвоен статус федерального научно-производственного центра.
- 1997 г. — предприятие возглавил А. С. Жарков.
- 2002 г. — на базе предприятия создан институт проблем химико-энергетических технологий Сибирского отделения Российской академии наук (ИПХЭТ СО РАН).
- 2010 г. — реорганизовано в ОАО "ФНПЦ «Алтай».
- 2015 г. — реорганизовано в АО "ФНПЦ «Алтай».
- В 2016 г. - Предприятие возглавил Н.Е. Дочилов.

## Продукция
Основная продукция, разрабатываемая и выпускаемая предприятием — различные высокоэнергетические составы для нужд оборонной промышленности. Кроме того, ФНПЦ «Алтай» и ряд предприятий, образовавшихся в результате конверсии в 1991 году выпускают следующую продукцию гражданского назначения:
- Высокопредохранительные взрывчатые вещества — углениты (высокопредохранительные ВВ V, VI классов) и др.;
- Композиционные материалы:
  - жгуты для прокладки телефонного кабеля и прочистки каналов связи (ОАО БЗС);
  - телескопические мачты, лестницы, носилки;
  - стеклопластиковые трубы (ЗАО «Алтик», ЗАО «Ровинг»);
  - стеклопластиковые муфты соединительные для силовых кабелей (ЗАО «Алтик»).
- Ультрадисперсные алмазы и технологии их применения
  - смазки и присадки,
  - полировальные составы,
  - технологии нанесения кластерных износостойких покрытий.
- Средства пожаротушения
  - порошковые огнетушители (ЗАО «Источник»),
  - установки импульсного пламяподавления (ЗАО «Источник»),
  - системы объемного пожаротушения,
  - источники холодного газа (ЗАО «Источник»),
  - станции перезарядки огнетушителей,
  - огнетушащий порошок.
- Строительные и изоляционные материалы
  - кирпичи на основе кремнезема (93-97 % песка);
  - базальтовая вата (ЗАО «Базальт»);
  - антикоррозийные мастики и лаки,
  - клеи,
  - компаунды для ремонта бетонных сооружений.
- Изготовление катализаторов и их переработка
  - палладийсодержащие катализаторы на пироуглероде для химических процессов.
- Приборостроение, средства измерения и автоматизации
  - датчики (ультразвуковые, тензометрические),
  - преобразователи,
  - измерительные комплексы,
  - комплексы дефектоскопии,
  - автоматизированные рабочие места.
- Медицинские препараты
  - биостимуляторы,
  - пищевые добавки,
  - экстракты,
  - бальзамы,
  - трансдермальные терапевтические системы,
  - субстанции лекарственных средств,
  - таблетированные средства из природного, экологически чистого сырья.
- Устройства, использующие энергию конденсированных веществ (для нужд нефтедобывающей промышленности) газогенераторы, труборезы, перфораторы, растеплители пробок и т. д.
- Парфюмерно-косметические изделия
- Проектирование и тиражирование мини-заводов со сдачей «под ключ»